# Satyr
Satyrs (Oudgrieks: σάτυρος, satyros) of saters zijn een figuren uit de Griekse mythologie. Het zijn ondeugende en wellustige boswezens, behorend tot het gevolg van de god Dionysos. Dionysos' leermeester Silenos wordt vaak als oudste of leider van de satyrs genoemd. 
Satyrs staan bekend om hun lust voor wijn en het verleiden van nimfen. Ze worden vaak afgebeeld in een obscene of humoristische context, zoals in het komische toneelgenre van het saterspel dat in het oude Athene populair was. Daarnaast worden satyrs ook geassocieerd met muziek. Een voorbeeld is het verhaal van de satyr Marsyas, die met zijn aulos de god Apollo uitdaagde voor een muziekwedstrijd en deze verloor. 
Paardenstaart, en in zeer vroege Griekse afbeeldingen soms ook -poten, puntige oren, een baard en een ithyphallos (erecte penis) behoorden in de klassieke periode tot de fysieke kenmerken van een satyr. Later werden satyrs ook afgebeeld met bokkenpoten en -hoorns, vergelijkbaar met de god Pan. Deze evolutie is al vanaf het hellenisme merkbaar, maar raakte vooral in zwang door de identificatie van de Griekse satyrs met de faunen uit de Romeinse mythologie, die standaard als jeugdige, geitachtige wezens worden voorgesteld. In artistieke uitingen van tijdens de renaissance en daarna is het onderscheid tussen satyrs en faunen vrijwel volledig weggeëbd. 

## Fotogalerij

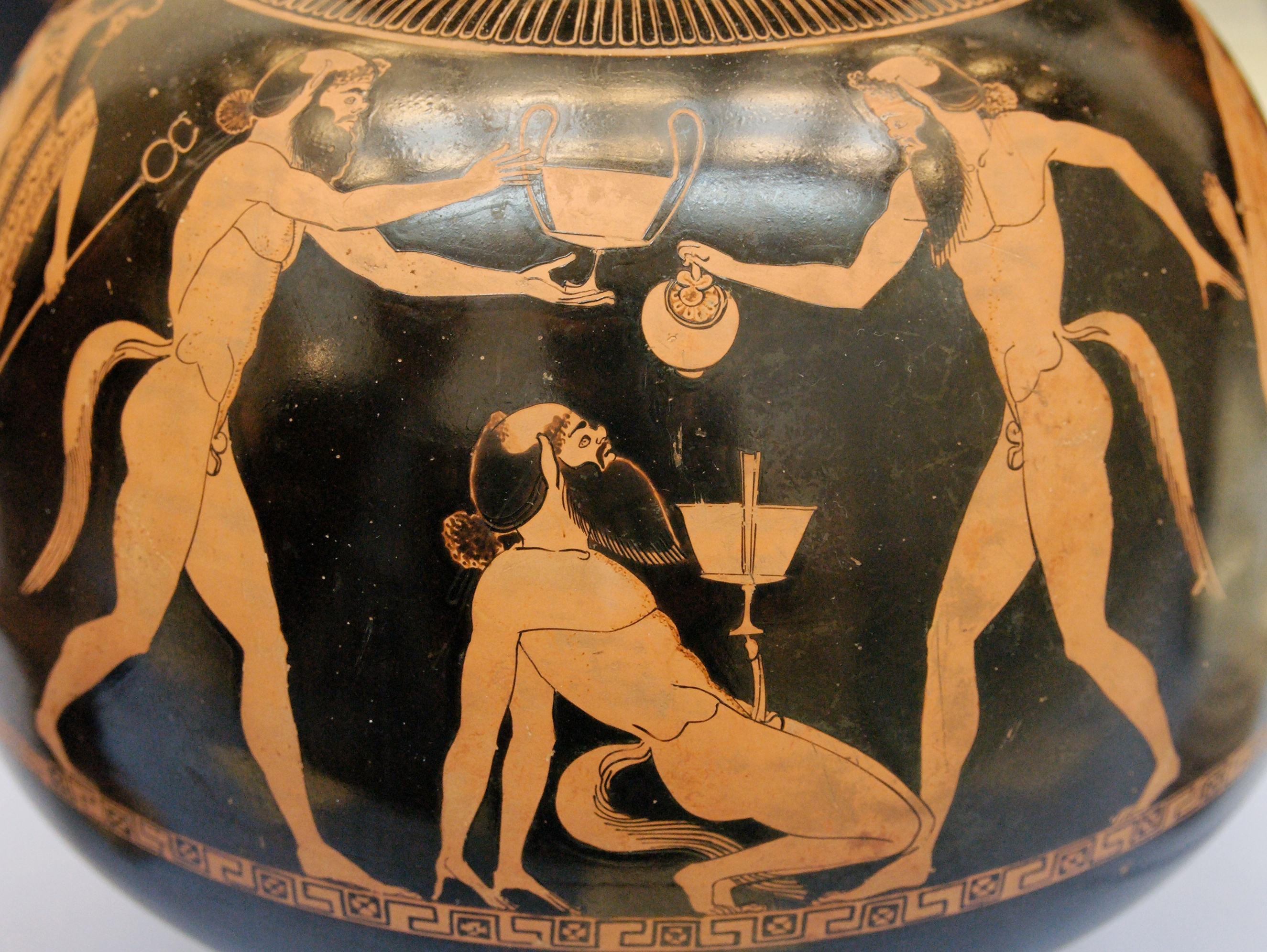
Dronken satyrs (met paardenstaart en mensenpoten) op een Attische roodfigurige vaas. 500-490 v.Chr., British Museum.
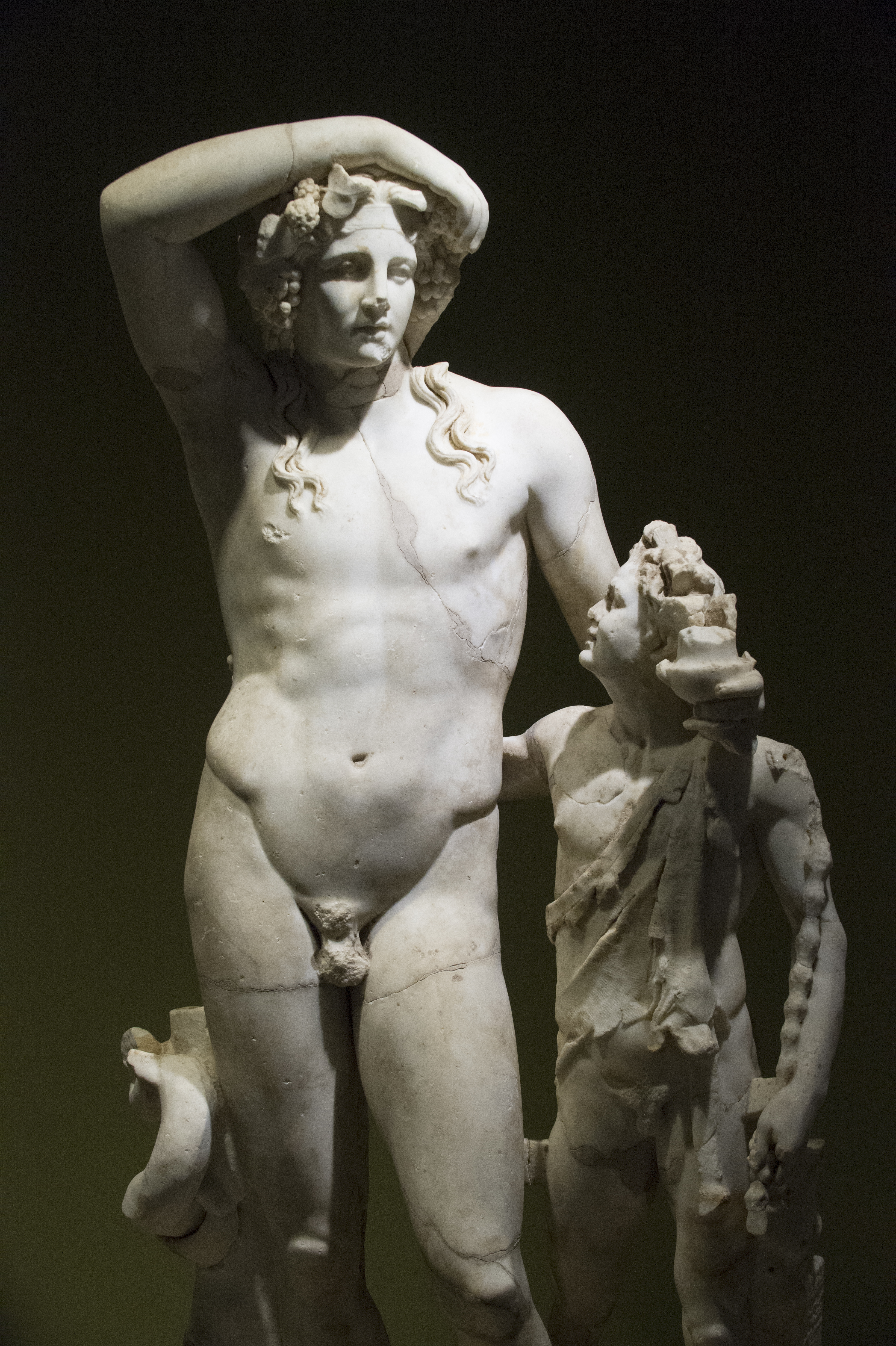
Dionysos en een satyr in hellenistische/Romeinse stijl
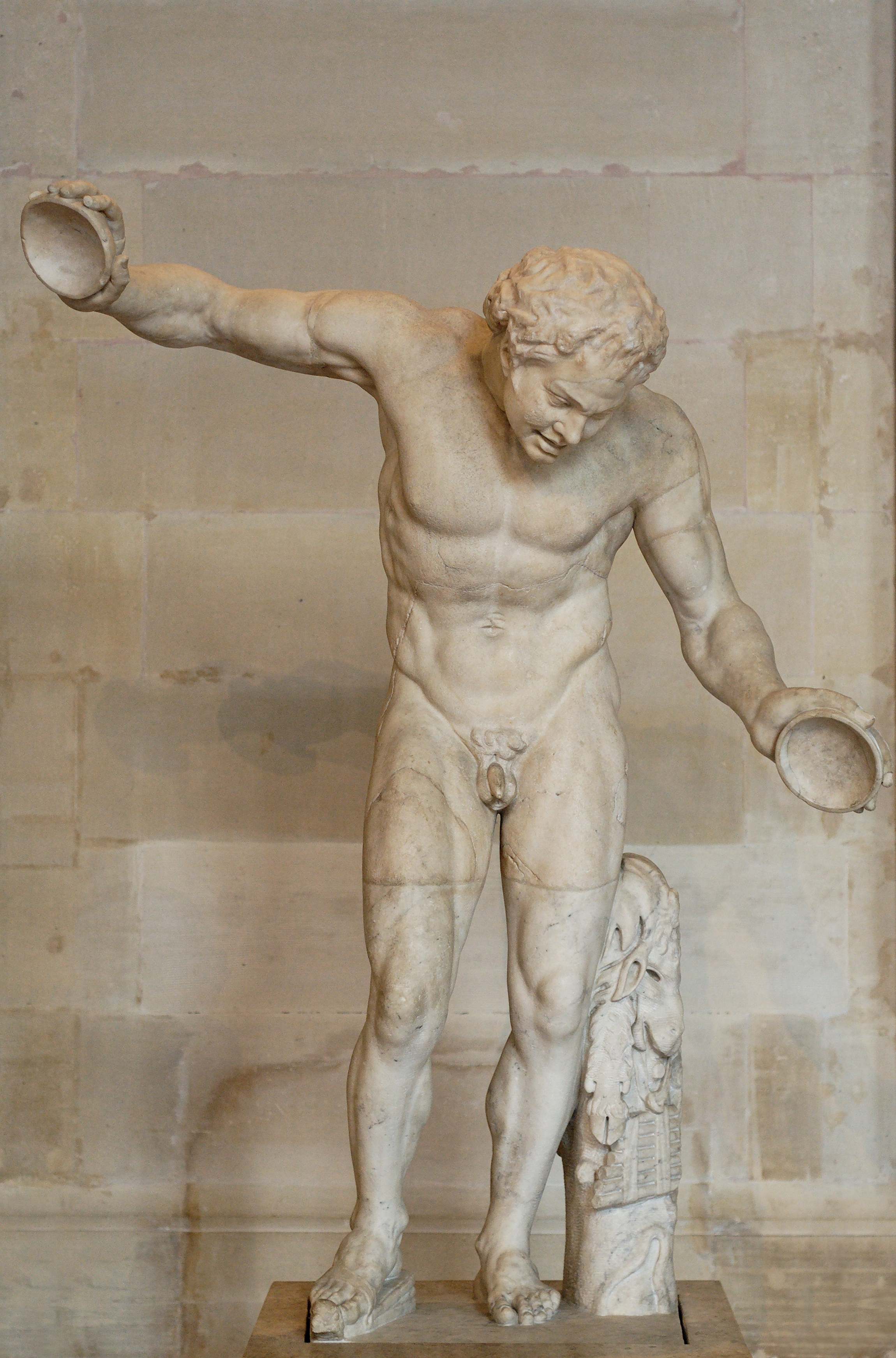
Dansende satyr in hellenistische/Romeinse stijl (Louvre)
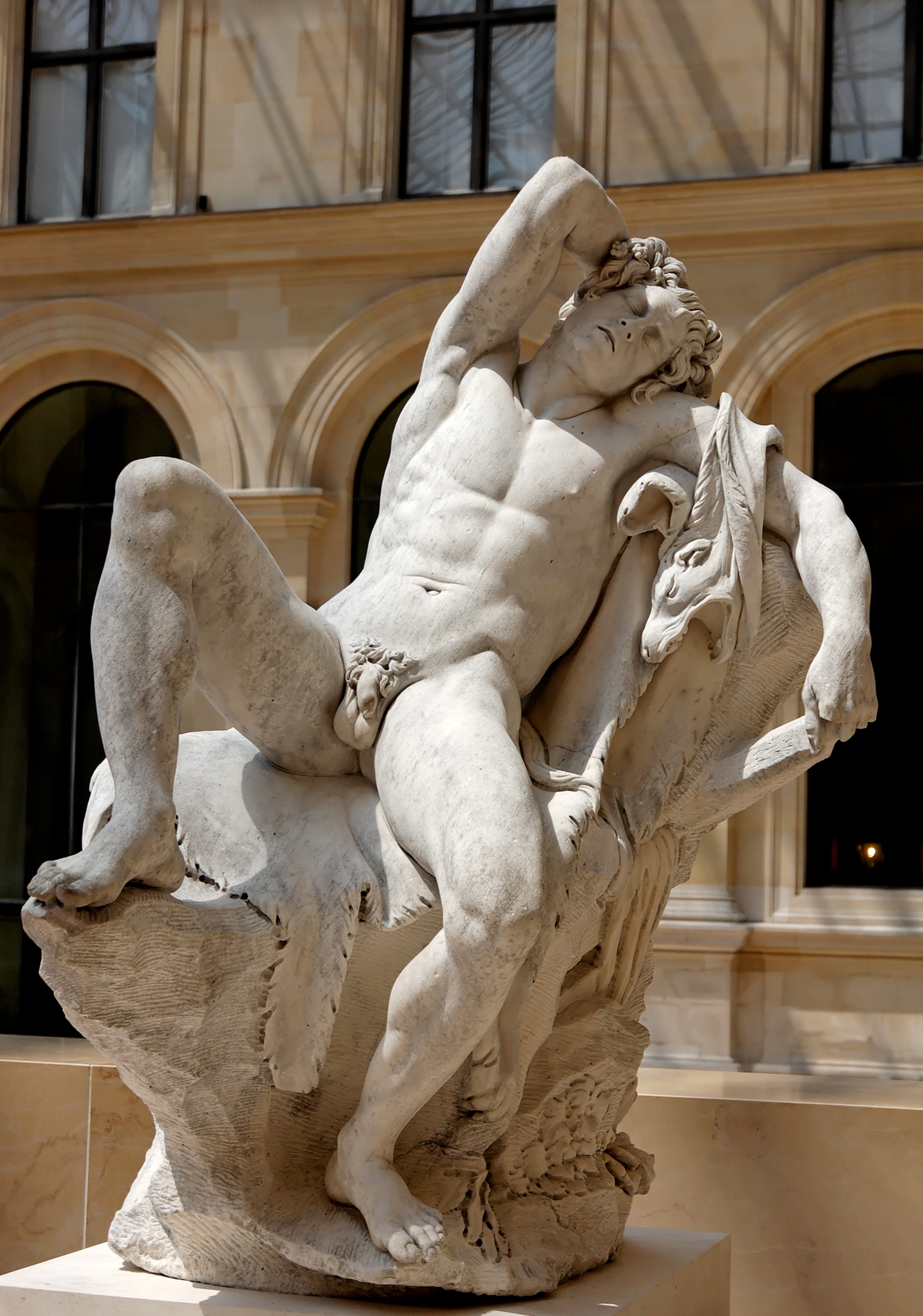
Slapende satyr in hellenistische/Romeinse stijl (Louvre)
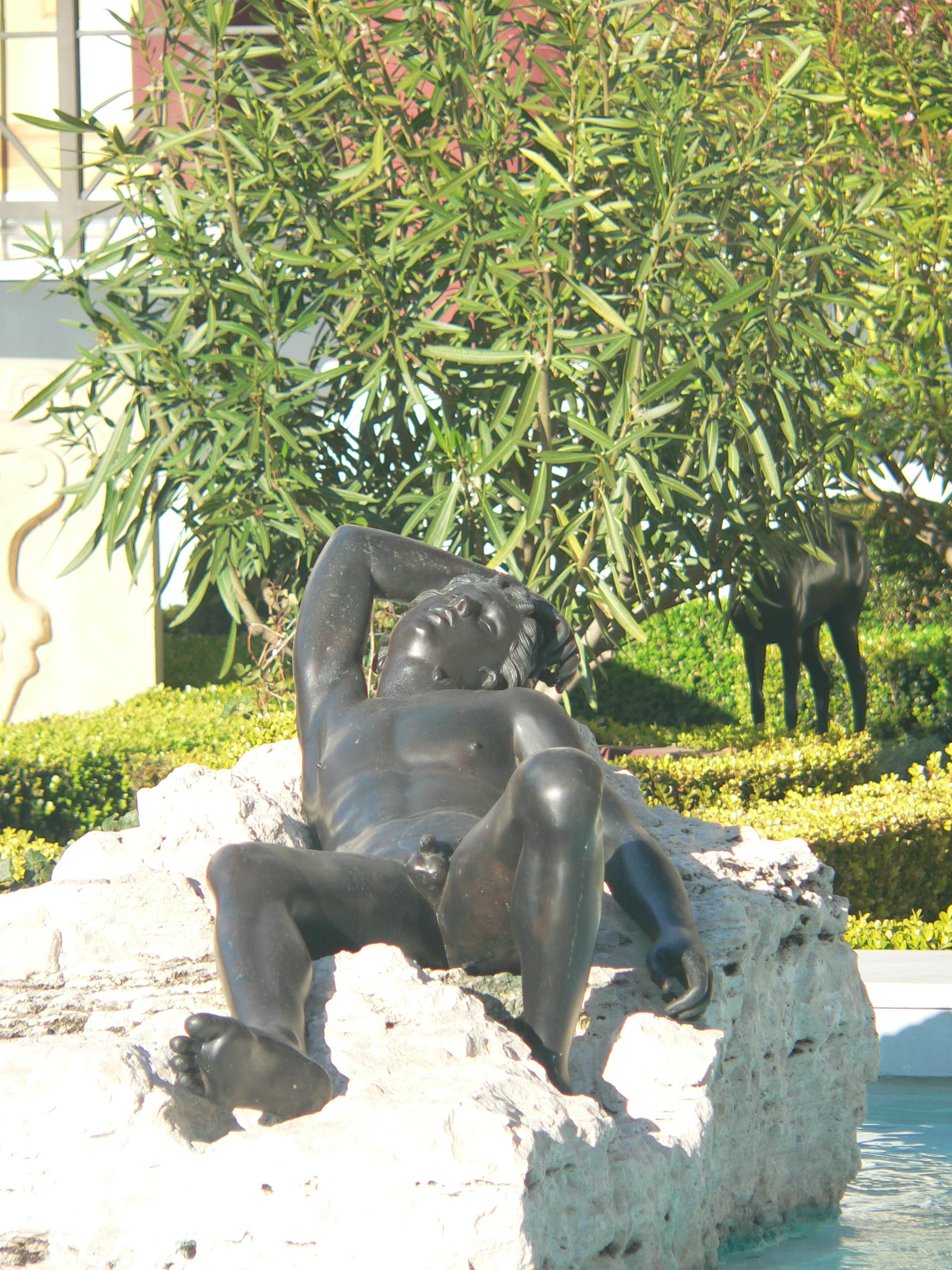
Jonge satyr, Getty Villa
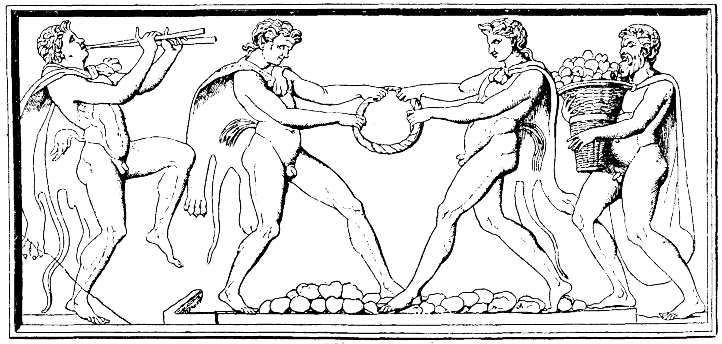
Oude afbeelding van satyrs die dansend de druiven persen
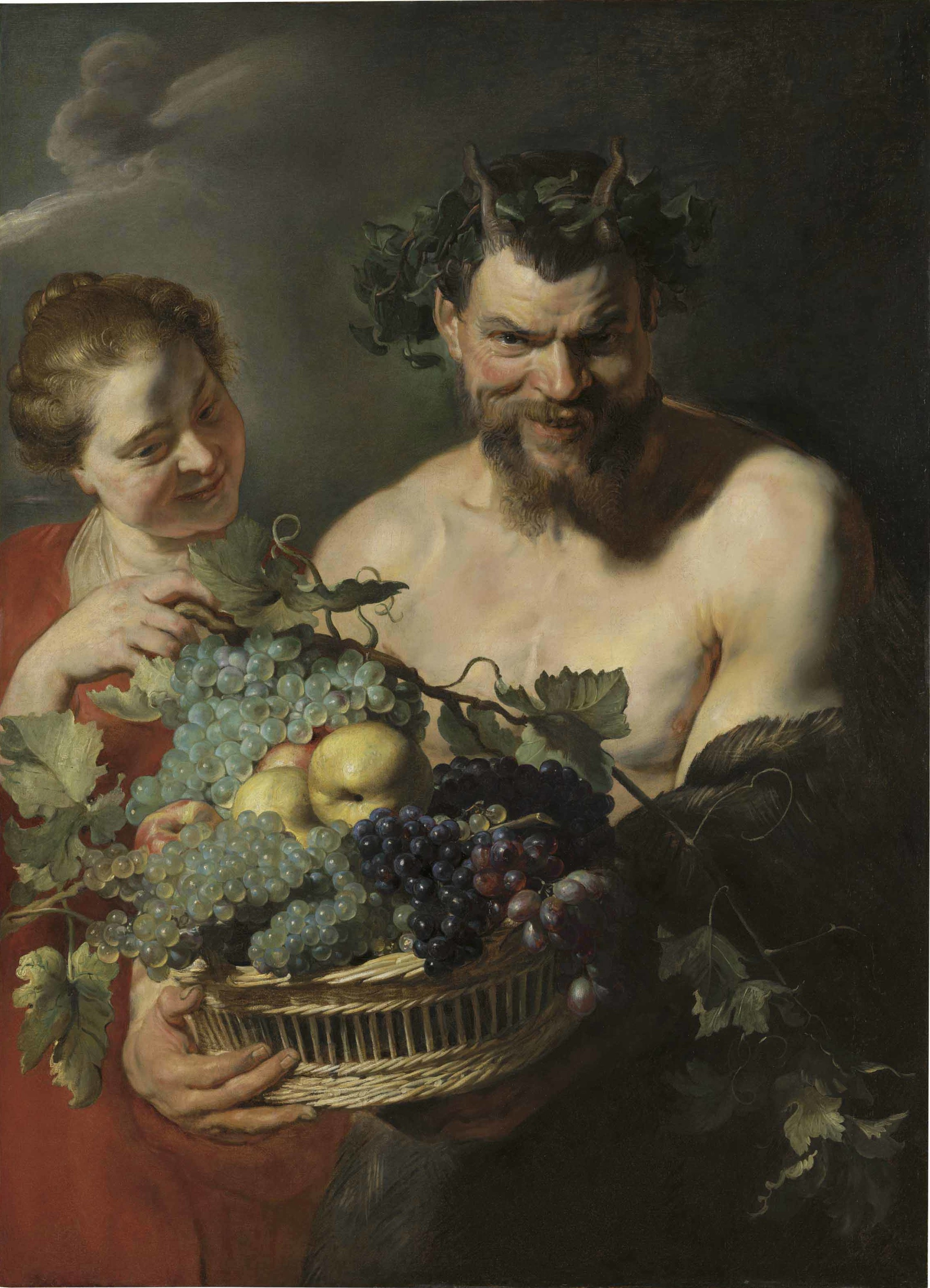
Satyr met een nimf door Peter Paul Rubens
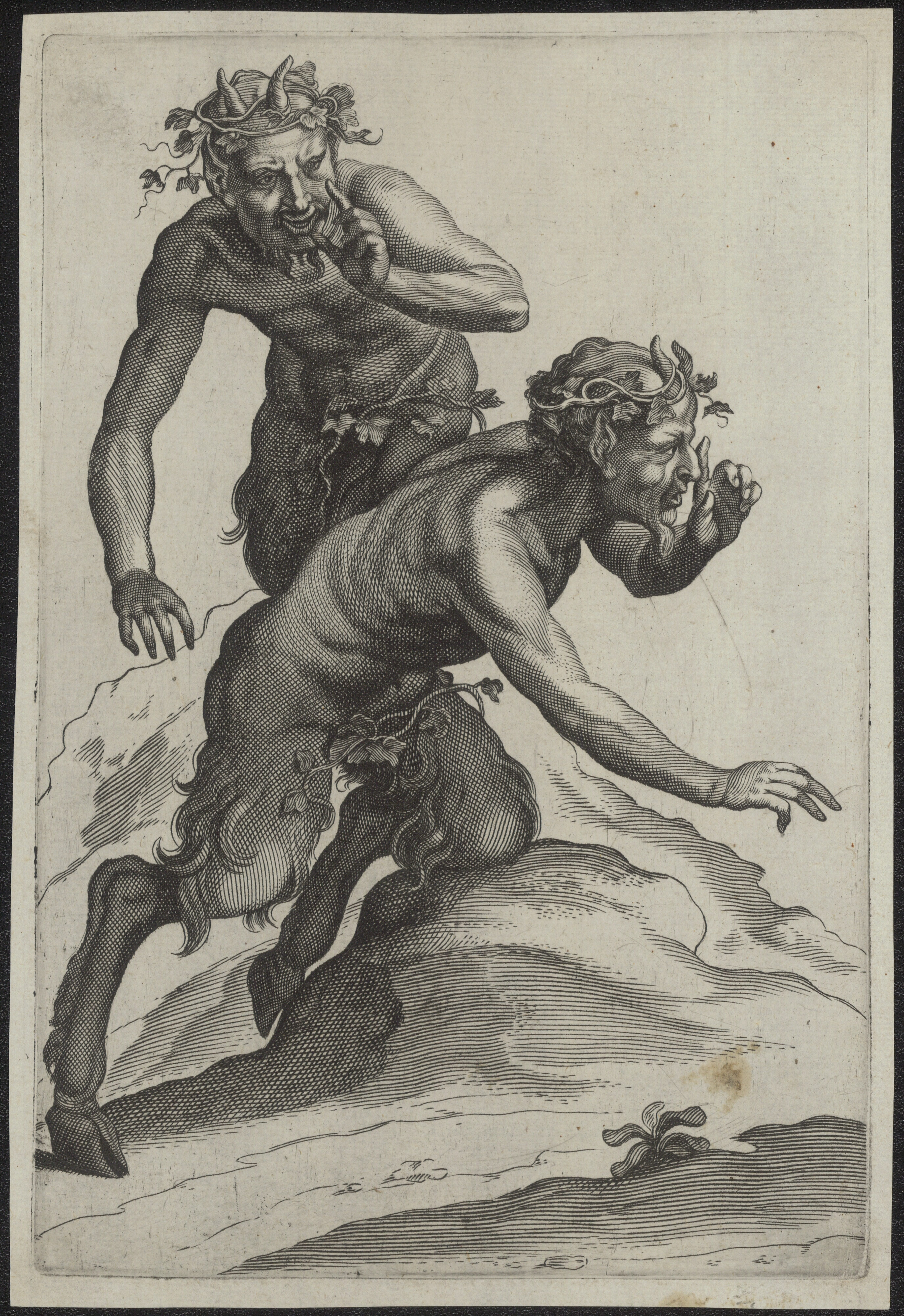
Prent met twee satyrs uit de tweede helft van de 16e eeuw. Bewaard in de Universiteitsbibliotheek Gent.
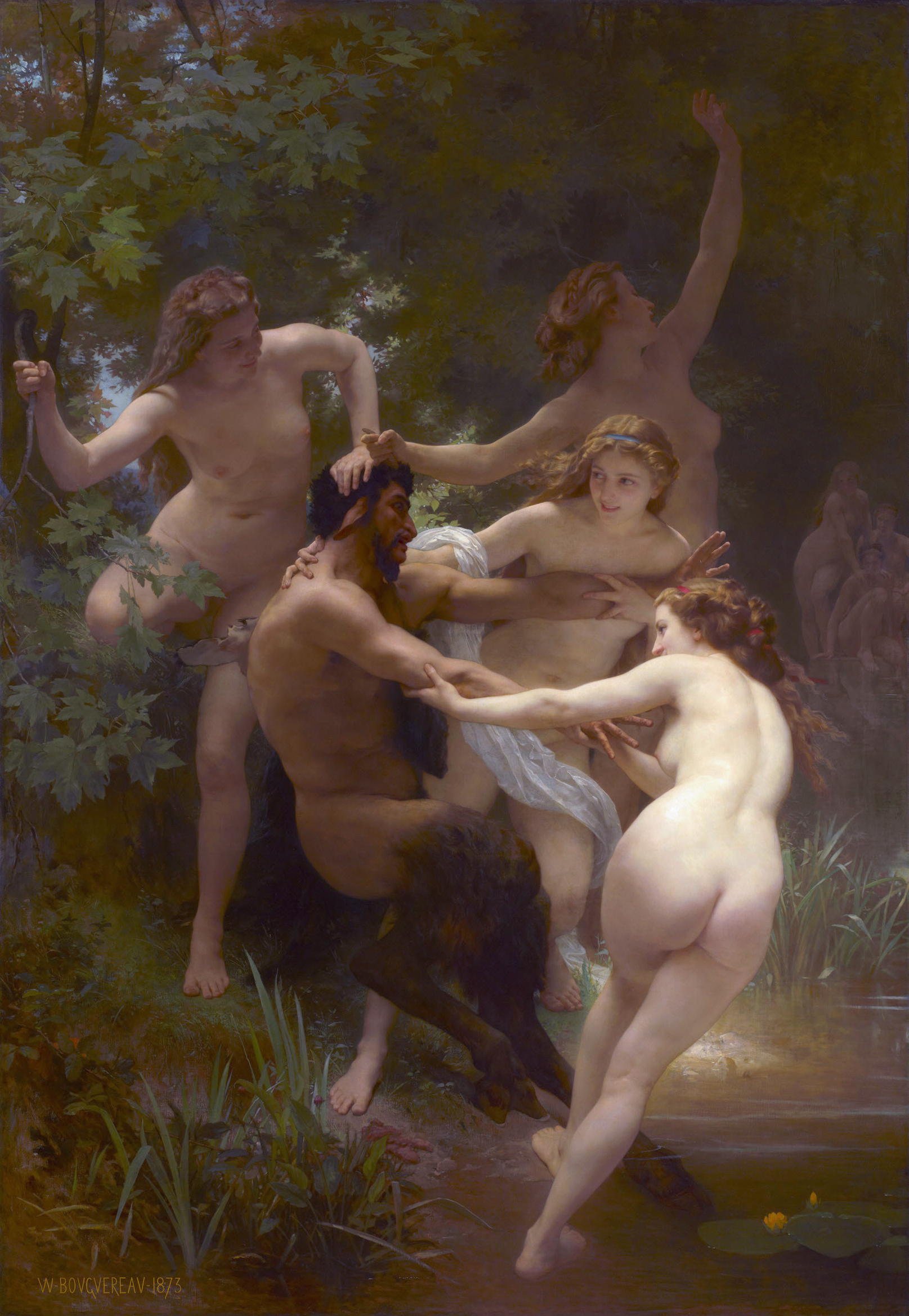
Nimfen en een sater door William Bouguereau